# Wikipédia en bhodjpouri
Wikipédia en bhodjpouri (en bhodjpouri : भोजपुरी विकिपीडिया) est l’édition de Wikipédia en bhodjpouri, langue biharie du groupe des langues indiques orientales (en) parlée principalement dans l'État de l'Uttar Pradesh en Inde et au Népal. L'édition est lancée officiellement en février 2003, mais dans les faits en avril 2004. Son code est : bh, bien que le code pour le bhodjpouri dans la norme ISO 639-3 est bho. À noter que le  code de la famille de langues biharies est bh dans l'ISO 639-1 et bihdans l'ISO 639-3.
Au 7 mai 2025, l'édition en bhodjpouri contient 8 817 articles et compte 37 649 contributeurs, dont 36 contributeurs actifs et 2 administrateurs.

## Présentation

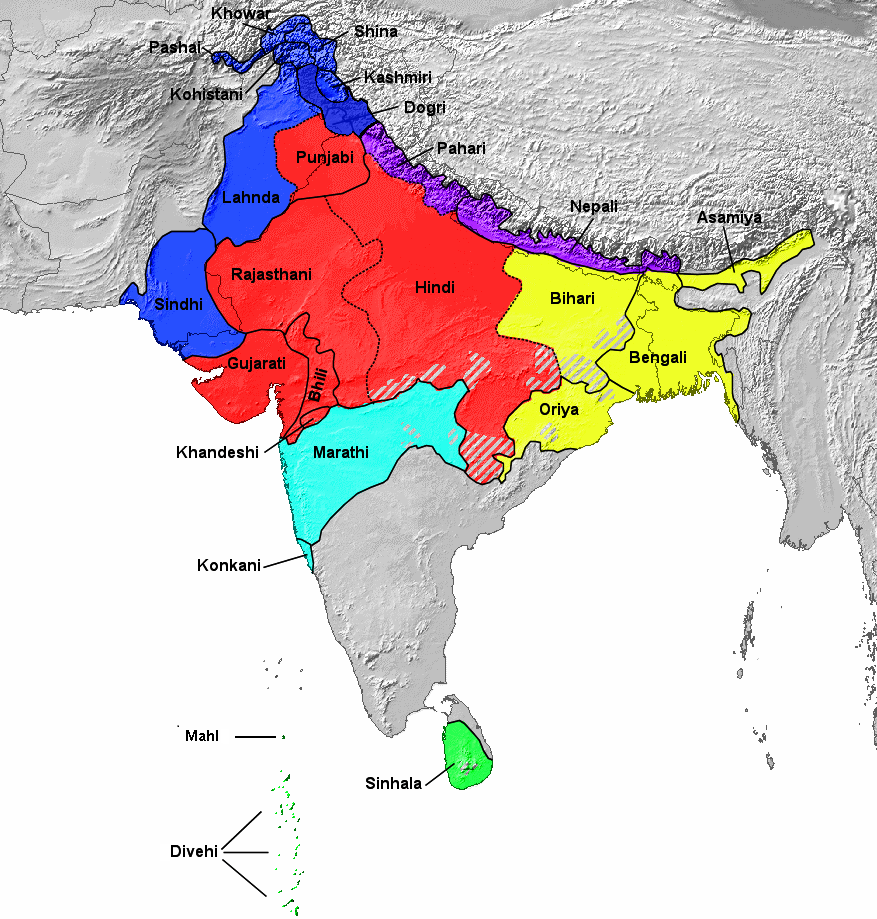
Généalogiquement, le bhodjpouri appartient au sous-groupe des langues indiques orientales (en) (indiqué en jaune sur la carte) du groupe des langues indo-aryennes.
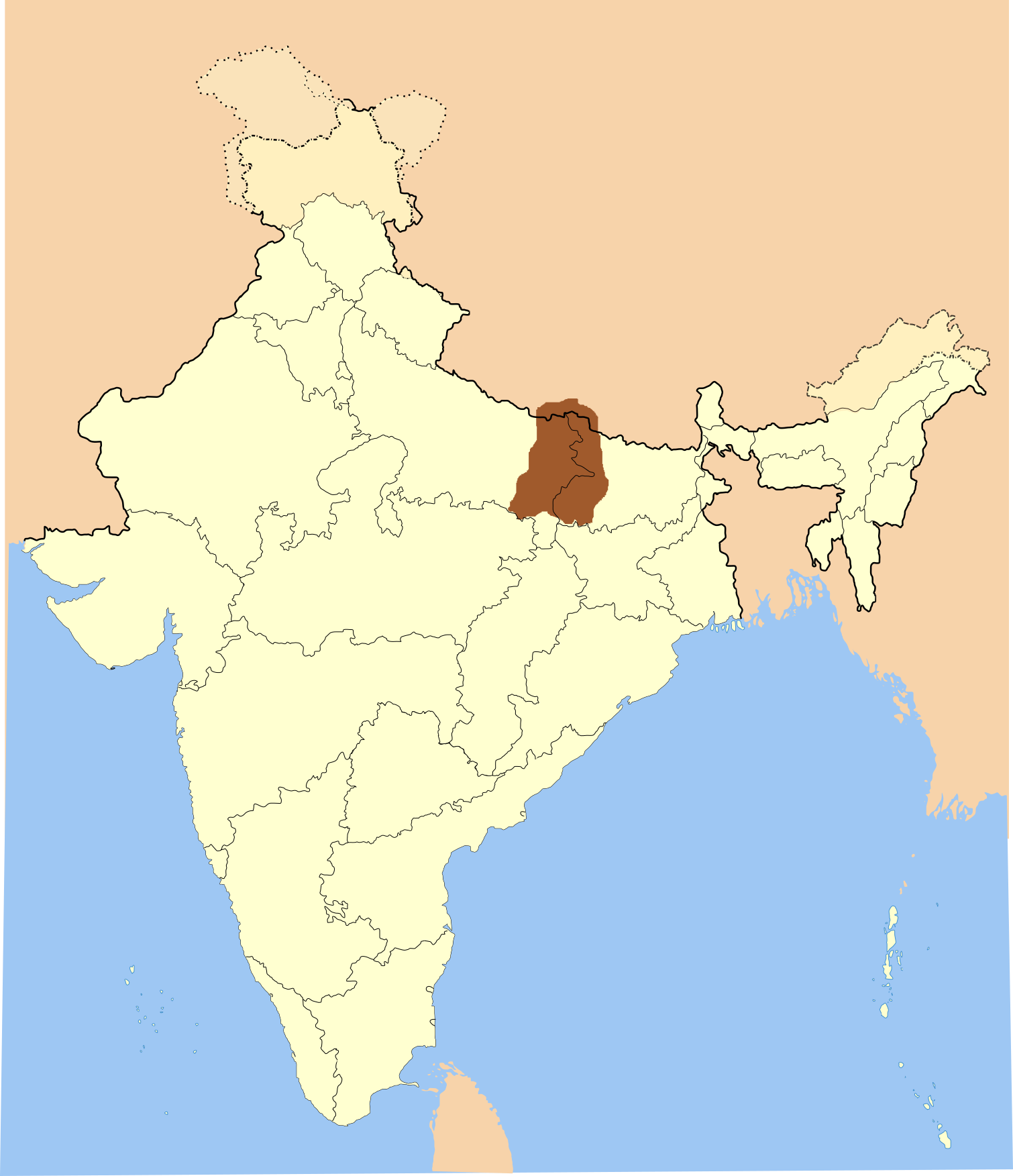
Répartition géographique du bhodjpouri.

## Statistiques
- Le 9 mars 2015, l'édition en bhodjpouri compte 6 288 articles et 6 249 utilisateurs enregistrés[5], ce qui en fait la 144e[6] édition linguistique de Wikipédia par le nombre d'articles et la 201e[7] par le nombre d'utilisateurs enregistrés, parmi les 287 éditions linguistiques actives.
- Le 18 septembre 2022, elle contient 8 068 articles et compte 29 987 contributeurs, dont 41 contributeurs actifs et 2 administrateurs.
- Le 1er septembre 2024, elle contient 8 728 articles et compte 36 195 contributeurs, dont 44 contributeurs actifs et 2 administrateurs.